# Бєлова Людмила Олександрівна
Людмила Олександрівна Бєлова (нар. 29 липня 1951, Макіївка, Донецька область) — депутат Харківської обласної ради, віце-президент фонду «Ренесанс».
Директор Харківського регіонального інституту державного управління Національної академії державного управління при Президентові України (з березня 2014), після переформування вишу у 2021 році Навчально-наукового інституту «Інституту державного управління» ХНУ імені В.Н. Каразіна.

## Освіта
Освіта вища, закінчила Харківський автомобільно-дорожній інститут (ХАДІ).

## Трудова діяльність
1973–1975 — інженер, старший інженер кафедри дорожньо-будівельних матеріалів ХАДІ;
1975–1978 — аспірант ХАДІ;
1978–1987 — асистент кафедри дорожньо-будівельних матеріалів, доцент ХАДІ;
1987–1990 — секретар парткому компартії ХАДІ;
1990–1995 — проректор з навчальної роботи ХАДІ;
1995–1996 — проректор з соціально-економічних питань, проректор з навчально-виховної роботи Харківського гуманітарного інституту «Народна українська академія»;
1996–1998 — начальник відділу вищої освіти управління освіти Харківської облдержадміністрації;
1998–2002 — заступник начальника управління освіти і науки Харківської облдержадміністрації;
2002–2005 — начальник Головного управління освіти і науки Харківської облдержадміністрації.
З листопада 2005 р. по березень 2010 р. — заступник голови Харківської облдержадміністрації.
З квітня 2010 р. — віце-президент фонду «Ренесанс».
У 2010 р. обрана депутатом Харківської облради за списком ВО «Батьківщина» (керівник фракції ВО «Батьківщина»).

## Звання, нагороди, відзнаки
- Кандидат технічних наук (1979), доцент (1985), доктор соціологічних наук (2006), професор (2006).
- Має знак «Відмінник освіти», подяку начальника управління освіти і науки Харківської облдержадміністрації, почесне звання «Заслужений працівник освіти України»[3], орден княгині Ольги II, III ступенів[2], знак «Петро Могила» (2006), відзнака Міністерства внутрішніх справ України — «медаль за попередження правопорушень» (2008), «Справжній харків'янин — 2007» в номінації «Наука і освіта».
- Почесний громадянин Харківської області (2017)[4].